# Jean Chrysostome Larcher
Pour les articles homonymes, voir Larcher.
Jean-Chrysostôme Larcher, comte de La Touraille, né le 5 avril 1720 à Augan dans le Château du Bois de Loup et mort le 27 juillet 1794 à Paris, est un aristocrate breton, militaire et philosophe, guillotiné à la Révolution.

## Biographie[3]

### Origines, famille et jeunesse
Les Larcher sont une ancienne famille de la province de Bretagne. Leur patronyme est associé à la seigneurie de la Touche-Larcher à Campénéac dans le Morbihan. Les Larcher sont anoblis par Louis XII en 1500.
Jean-Chrysostome Larcher était le fils d'Isidore Larcher, écuyer, seigneur du Bois-du-Loup, de l'Escoublière, de la Vallée, en Augan, ex-brigadier des armées du Roi et de Marie-Anne Gaillard, dame de la Noë et du Bignon en Ploërmel ainsi que du Choysel en Guer. Le couple eut deux enfants jumeaux : Chrysostôme René et Jean Chrysostôme, nés à Augan et baptisés à Ploërmel, le 5 avril 1720. Le premier mourut à l'âge de onze ans.
Jean-Chrysostome vécut avec ses parents dans le château du Bois-du-Loup jusqu'en 1731. La famille s'établit par la suite au château de la Touraille, acheté en 1716 à la famille Liger, seigneurs de la Châteigneraye.

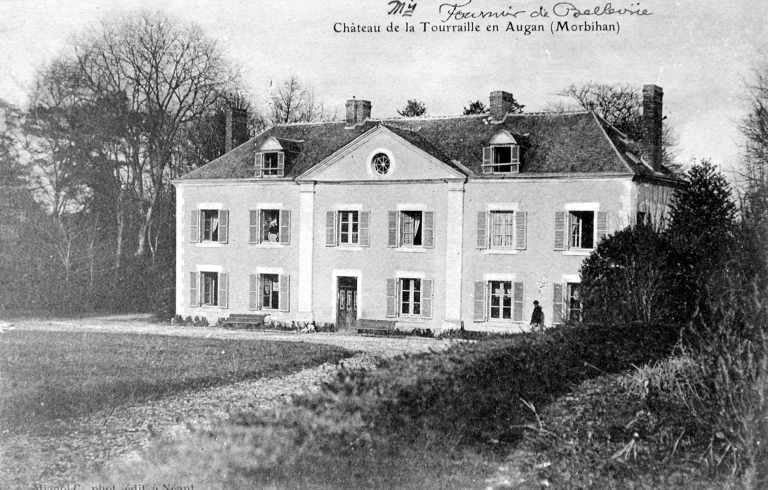
Château de la Touraille

Selon le marquis de Bellevüe, biographe du comte de la Touraille, les revenus de la famille Larcher étaient assez minces, constitués pour l'essentiel du produit de leurs fermes réparties sur les paroisses d'Augan, de Guer et de Ploërmel.
En octobre 1732, Chrysostôme désormais enfant unique est envoyé a Rennes pour y compléter son instruction entamée par l'Abbé Mouillard. Il écrira plus trad que les vicaires d'Augan ne lui avaient rien appris. Au collège, il était appelé "le petit du Bois-de-Loup". Ce surnom fera le sous-titre de sa biographie par Arthur de la Broderie au XIXe siècle. Ces études achevées en 1738, il revient vivre auprès de ses parents au château de la Touraille.

### Mariages et descendances
Jean-Chrysostôme épousa sa cousine Jeanne Françoise Le Doüarain de Lémo, fille du chevalier Thomas Le Doüarain, seigneur de Lémo, des Marchix, de la Tieulais, du Chesnoran et de Madeleine Desgrées du Loû, le 14 juillet 1739. Selon le marquis de Bellevüe, Chrysostôme et Jeanne s'étaient déclarés leur sentiments réciproques sous le majestueux chêne de Lémo ornant de ses frondaisons le parc du château de Lémo.

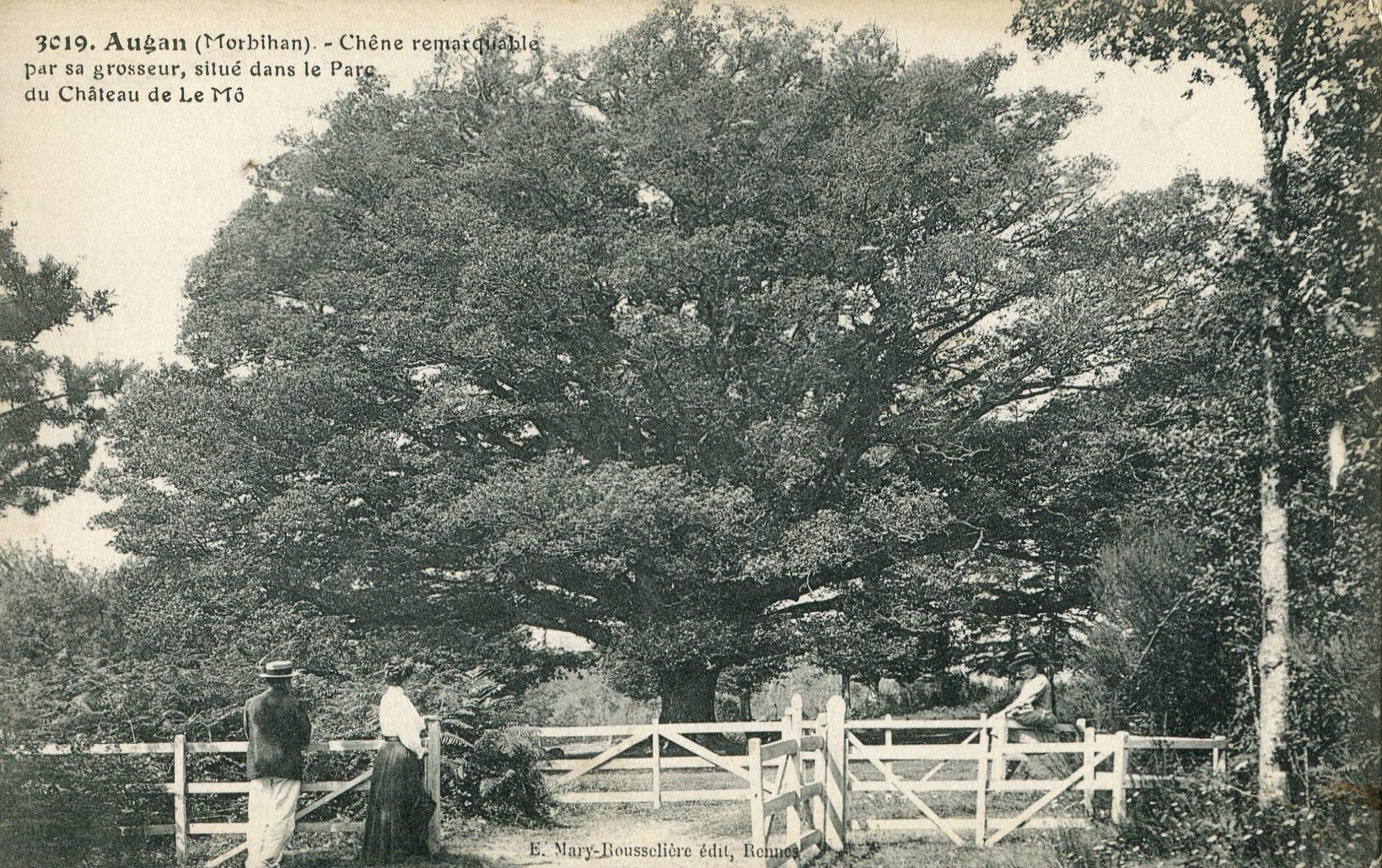
Le chêne de Lémo

De ce premier mariage trois enfants naîtront :
- Isidore-François, né à la Touraille le 11 mai 1740 (enseigne de vaisseau, tué le 21 septembre 1758, sur la corvette La Calypso dans un vif combat contre deux frégates anglaises en direction du port de Brest) ;
- Joseph-Jean-Chrysostome, né à la Touraille le 24 avril 1741, marié le 16 septembre 1773 avec Perinne Marie Gabrielle de la Fresnays, demoiselle de la Villefief en Augan (enseigne de vaisseau puis lieutenant de vaisseau et chevalier de Saint-Louis) ;
- Marie-Françoise-Émilie née au château de Lémo le 27 avril 1742 (admise le 23 avril 1754 comme demoiselle à Saint-Cyr, où elle est morte le 4 octobre 1756).

Jeanne Le Doüarain mourut au château de la Touraille la 17 mai 1742 des suites de l'accouchement de cette dernière enfant.
Jean-Chrysotôme Larcher se remariera le 6 février 1759 avec Marguerite-Louise Patiot, fille de Jean-Baptiste Patiot, ex-trésorier des armées du Roi, et de Anne de Larminat, dont il devait avoir trois autres enfants :
- Louis-Joseph-Antoine, né à Thionville, le 25 octobre 1760, qui eut pour parrain le prince de Condé. Admis au collège militaire de La Flèche le 6 septembre 1769[8], il entra comme Cadet-gentilhomme à l'école militaire le 1er juin 1776, servit ensuite comme Cadet dans le régiment de Périgord, et fut nommé, le 8 février 1782, lieutenant au régiment de Bourbon-dragons, devenu le 3e dragons en 1791. Il émigra en 1793, et alla rejoindre en Autriche le général Dumouriez, prit part à l'expédition de Quiberon et fut fusillé le 2 août 1795.
- Louis-Esprit-Juvénal, né dans le diocèse de Metz le 9 décembre 1767, reçut le 21 août 1775, à l'âge de onze ans, un constitut[9] de 24 000 livres de messire Antoine Penfrant-Arnoult, prêtre et chanoine de Saint-Louis-du-Louvre. Il fut admis au collège de la Flèche le 12 janvier 1785 et nommé en 1788 sous-lieutenant au régiment d'Enghien-infanterie. Il mourut sans alliance, le 10 mai 1829.
- Marie-Thérèse-Mathurine, née en 1769, décédée célibataire en 1806.

### Accablé par le deuil et les dettes
Après le décès de Jeanne Le Doüarain  en 1742, Chryrsostôme quitte une première fois la Bretagne pour se mettre au service de la maison de Bourbon-Condé. Il reviendra vivre à la Touraille pour accompagner les derniers jours de sa mère qui s'éteignit le 14 septembre 1751. Il fit part du décès de sa mère au prince de Condé, en ces termes:
« Qui pourrait jamais remplacer, dans le cours de la vie, une bonne mère !... Elle était presque morte, que sa tendresse pour moi vivait encore... Sans vous aujourd'hui, Monsieur le Duc, je me croirais seul sur la terre...
- [...]de revenir à Paris, où le temps et les plaisirs de la capitale lui feraient vite tout oublier; [...] l'autorisant, s'il avait besoin d'argent, à en puiser dans la caisse de son intendant.
- Non, Monsieur le duc, riposta la Touraille; un oubli semblable serait le procédé d'un ingrat ; et jamais mon cœur ne m'a permis de l'être. Est-ce que les ducs et pairs dédaignent ces regrets, naturels au village, peut-être surannés et ridicules à la Cour!... Quant aux plaisirs, ma fantaisie même n'admettra jamais que des plaisirs aussi honnêtes qu'irréprochables. Cette fierté pudique me rendra peut-être encore plus digne de votre estime... Je n'irai point, comme vous voulez bien m'y convier, emprunter de l'argent au receveur général de votre duché. Comment en aurait-il pour moi, lui qui n'en a pas le plus souvent pour vous ? »— Jean Chrysostome Larcher et Louis-Joseph de Bourbon, Dialogue épistolaire
Restant seul et sans revenus pour soutenir son père impotent et malade, Jean-Chrysostôme se ruine en soins. Pour couvrir les frais, il dut se résoudre à vendre la métairie du Choysel à Guer et à emprunter 2 000 livres à Jacques Vatar, libraire à Rennes. Isodore Larcher mourut le 28 janvier 1755 et fut inhumé dans l'enfeu de Lémo en l'église d'Augan aux côtés de son épouse et de sa bru.
L'année suivante, en 1756, sa fille Émilie mourut prématurément à 14 ans à l'internat royal des filles de Saint-Cyr. Deux ans après viendra le tour d'Isidore-François, fils aîné de Jean-Chrysostôme, tué à l'âgé de 18 ans lors d'une bataille navale de la guerre de Sept Ans au large des côtes de la Bretagne.
Durant cet enchaînement funèbre Jean-Chrysostôme avait rejoint le prince de Condé à Paris. Bien que devenu « comte de la Touraille », il dut se résoudre à vendre le château du même nom en 1764 pour la somme de 26 000 livres à la famille Le Doüarain de Lémo pour apurer les dettes accumulées par la famille au fil des années.
Il eut soin de faire inscrire dans l'acte de vente un droit « pour lui, et pour ses successeurs, à porter le titre de cette seigneurie ». Une autre clause du contrat engageait M. Le Doüarain « à restaurer immédiatement la maison de la Touraille et à la mettre en parfait état. »

### Carrière militaire auprès du prince de Condé

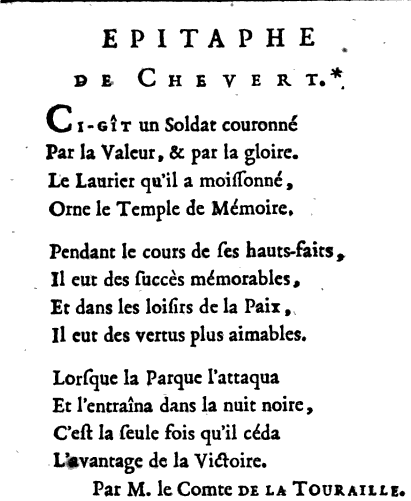
Épitaphe de Chevert par le Comte de La Touraille

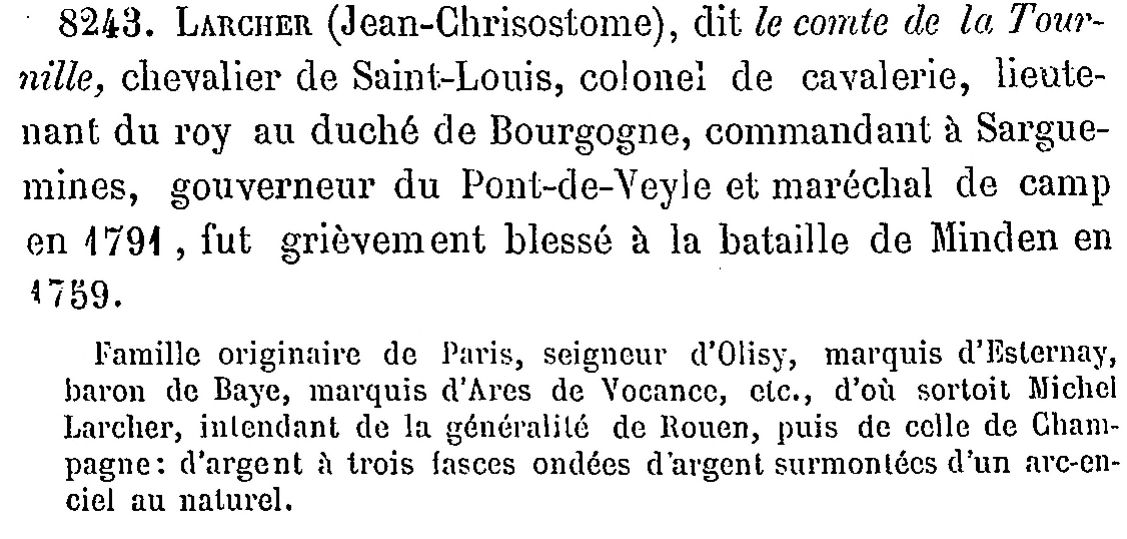
L'impot du sang ou la noblesse de France sur les Champs de battailles, tome 2 partie 2 par J-Francois d'Hozier

Le comte de la Touraille fit la connaissance de Louis-Joseph de Bourbon, prince de Condé, par l'entremise du duc de Rohan, quelque temps après la mort de sa première épouse. Il en devint rapidement l'aide-de-camp et l'accompagna durant toute la guerre de Sept Ans, lui sauvant la vie à la bataille d'Hastembeck, le 13 août 1757.

Selon Xavier de Bellevüe, le prince de Condé s'était élancé dans une attaque contre l'artillerie anglo-allemande du duc de Cumberland quand le comte de la Touraille lui conseilla une stratégie plus prudente qui s'avéra victorieuse malgré les pertes considérables en hommes des deux côtés. Beaucoup de gentilshommes bretons y perdirent la vie. Dans une lettre adressée à M. de Porcaro en 1764, le comte de la Touraille, interprétera les causes de la victoire à la bataille d'Hastembeck, décisive pour la conquête ultérieure de la ville de Hanovre, comme due à l'héroïsme du marquis de Bréhand, grièvement blessé. 
Le comte de la Touraille suivit le prince de Condé dans toutes les grandes batailles de cette guerre. Il prit part au combat de Lutzelberg, le 28 octobre 1758, puis à la bataille de Minden, le 1er août 1759. Il sera grièvement blessé lors du siège de Meppen, le 30 octobre 1761, se battra à Nauheim le 30 aout 1762 et à Johannisberg, le 2 septembre suivant.
Après le traité de paix à Paris mettant fin à la guerre en 1763, La Touraille séjournera au château de Chantilly en tant que mestre de camp de cavalerie, chevalier de Saint-Louis et premier gentilhomme de la Maison du prince de Condé.
En 1764, il fut nommé directeur en chef des fortifications des côtes de Bretagne, poste qu'il occupera jusqu'en 1767. À ce titre, il prit une part active aux travaux faits à cette époque, notamment l'édification des fortifications du port et de la ville de Brest. Pendant son séjour brestois, il exprima dans une lettre, son désir de s'embarquer avec La Fayette pour prendre part à la guerre de l'indépendance des États-Unis.
Promu maréchal de camp, le 16 avril 1767, il revint toutefois auprès du prince de Condé pour ne revenir que de manière très épisodique en Bretagne, pour des événements familiaux et pour siéger au Parlement au sein duquel ses relations avec Voltaire lui créèrent de nombreuses inimitiés parmi ses pairs.

### Exécuté à la Révolution

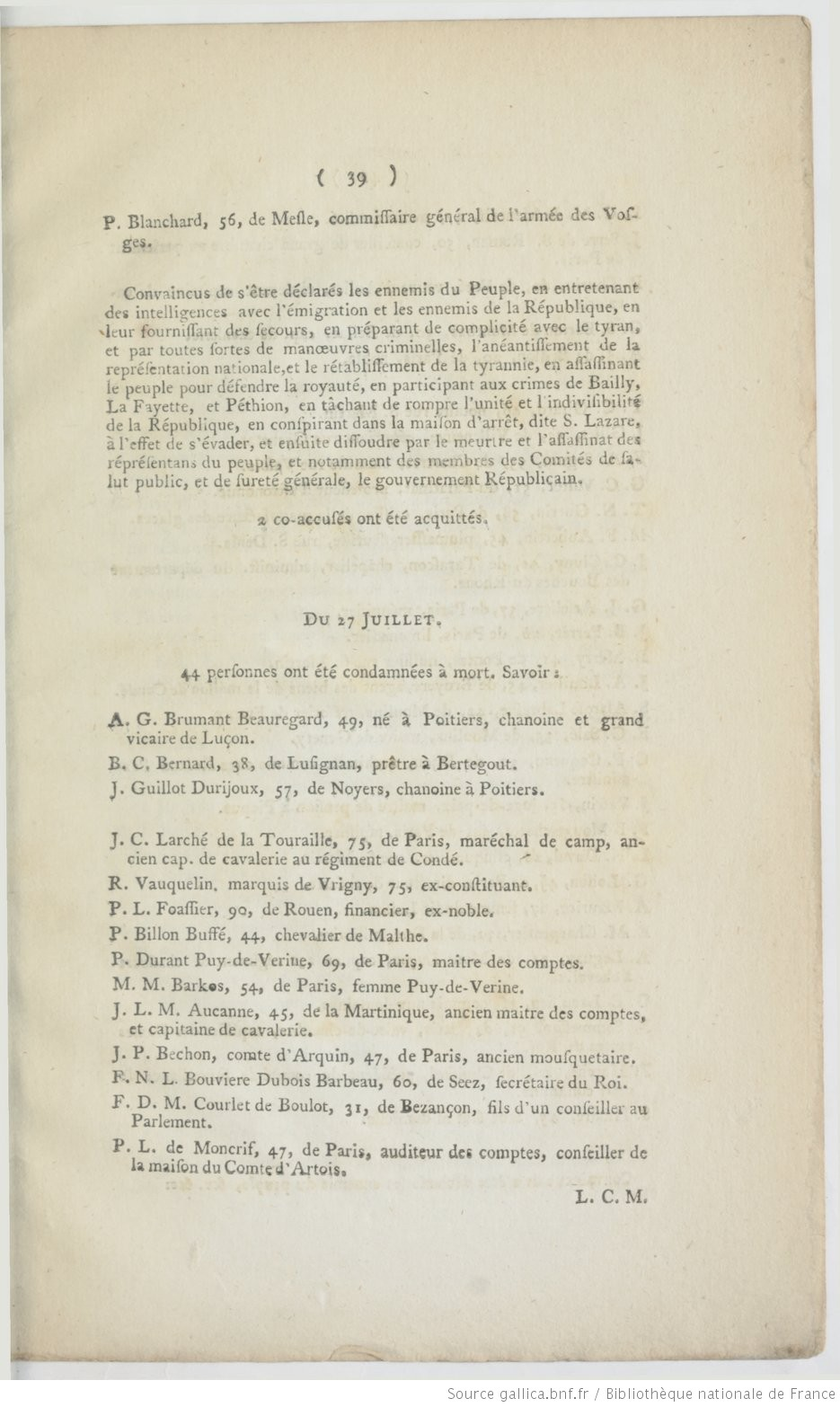
Condamnation à mort de Jean-Chrysostome Larcher, comte de la Touraille

Maréchal de camp, brigadier des Armées du Roi, chevalier de Saint-louis, aide de camp et gentilhomme de la chambre de S.A.R le Prince de Condé, avant de devenir commandant de la place de Sarreguemines, gouverneur des villes de Poutrelles et d'Auxonnes, puis Gouverneur général du duché de Bourgogne, tous ces titres, associés à sa proximité avec le prince de Condé, valurent au Comte de la Touraille d'être rapidement considéré comme un ennemi de la Révolution. Menacé, il trouva refuge à Guénétrange-sous-Thionville à la frontière luxembourgeoise où il réussit à se faire oublier jusqu'en 1793.
Mais ses écrits précédents, traversés d'idées jugées contre-révolutionnaires resurgirent et justifièrent son arrestation. Traduit devant le Tribunal révolutionnaire, il fut condamné à mort par décapitation, convaincu de conspiration en relation avec les ennemis du Peuple et de la Nation. La sentence fut exécutée place du Trône-Renversé, le 27 juillet 1794, soit la 9 thermidor de l'An II, le jour même de la chute Robespierre qui avait ordonné son arrestation.

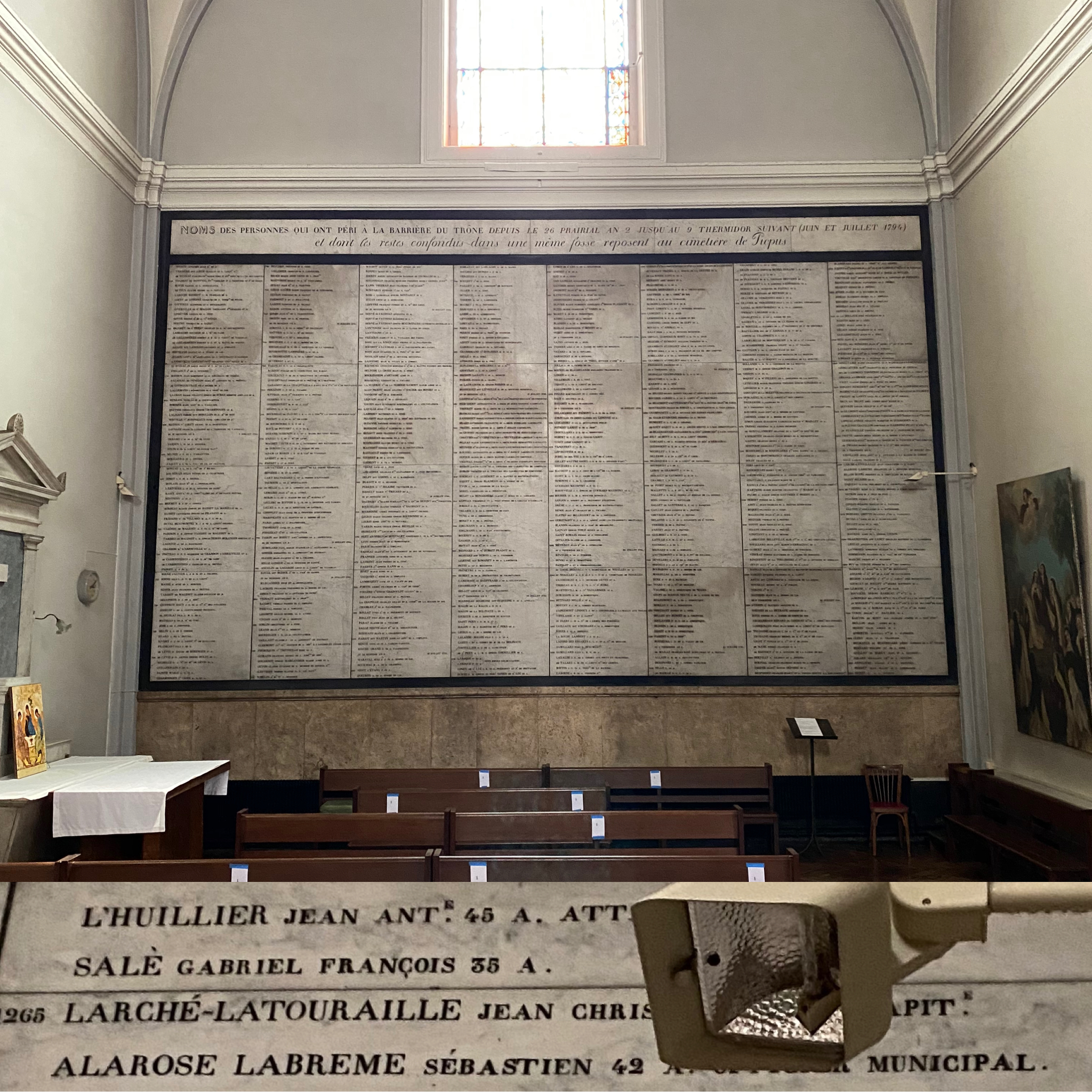
En haut : plaque d'hommage aux 1306 victimes de la Terreur révolutionnaire inhumées dans les fausses communes du cimetière de Picpus, entre le 14 juin et le 27 juillet 1794 (ordre chronologique des exécutions) En bas : focus sur le comte de la Touraille décapité le 9 thermidor (dernier jour des exécutions, deuxième plaque, dernière colonne à droite).

Le ci-devant Jean Chrysostôme Larcher, comte de la Touraille, a été inhumé le jour même dans l'une des fosses communes du cimetière de Picpus (Paris 12e).
Guillotiné le dernier jour de la Terreur, le nom : LARCHER-LATOURAILLE Jean Chrysostome, figure en 1265e position sur la deuxième grande plaque d'hommage aux victimes de Thermidor dans la chapelle Notre-Dame-de-la-Paix.

## Œuvres et fréquentations littéraires[21]
Intronisé à l'Académie des sciences, arts et belles-lettres de Dijon le 18 mai 1775  en présence du prince de Condé, La Touraille avait pris goût à l'écriture au contact des nombreux intellectuels et artistes invités au château de Chantilly. Il y fréquenta en particulier des philosophes tels que Voltaire, Diderot, Duclos, d'Alembert et Rousseau. Introduit auprès des philosophes des Lumières par Germain-François Poullain, il entretint en particulier avec Voltaire une abondante correspondance. Dans sa biographie du Comte de la Touraille, Arthur de la Broderie a reproduit une quinzaine de ces lettres, dont certaines révèlent des désaccords profonds entre les deux hommes sur les questions religieuses. Dans son portait de Jean Chrysotostôme Larcher, le célèbre historien breton se permet d'ironiser : « Philosophe un peu par nature, Et beaucoup par nécessité. »
Et du jugement de Voltaire sur les idées de Chrysostôme, Arthur de la Borderie écrit ceci : « La Touraille est tout au plus un ami du dehors, à qui on ne saurait confier les secrets de la secte, un allié utile, mais qu'il importe de leurrer ; au fond, il le regarde comme un cagot. »
De son côté, Jean Chrysostôme Larcher restera toujours un admirateur de Voltaire bien qu'il aurait voulu élaguer son œuvre « du fatras anti-religieux ». Il se trouva mêlé à la polémique entre Voltaire et Larcher à propos de La Philosophie de l'histoire en publiant en 1769 une Lettre à l'auteur d'une brochure intitulée : "Réponse à la défense de mon oncle".
En 1785, La Touraille publia un Nouveau Recueil de gaité et de philosophie par un gentilhomme retiré du monde. Stimulé par le succès de ce texte, La Touraille, dans les quatre années suivantes, publia quatre nouveaux textes : en 1786, Discours de reception à l’Académie de Nancy ; en 1787, Trois exemples de l’importance des choix, en politique, en amour, et en amitié ; en 1788, Discours sur l’économie ou Éloge de la simplicité ; en 1789, Le Songe-creux, ou le Génie créateur des mensonges . Ce dernier texte est un hommage à sa vallée natale des bords de la rivière Oyon. Il y dépeint les mœurs de son village breton d'Augan.

## Blason et devise

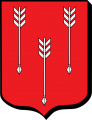
Blason de la famille Larcher

« De gueules à trois flèches empennées d'argent, les pointes en bas », avec pour devise : « Le coup n'en fault. »